# المار سار
المار سار (استونیایی: Elmar Saar; ۱۹ فوریهٔ ۱۹۰۸ – ۱۹ دسامبر ۱۹۸۱) بازیکن، مربی و داور فوتبال اهل استونی بود.
از باشگاه‌هایی که در آن بازی کرده‌است می‌توان به باشگاه فوتبال تالینا کالو اشاره کرد.